# Heinkel He 343
Die Heinkel He 343 war ein projektierter deutscher Schnellbomber mit Strahlantrieb im Zweiten Weltkrieg der Ernst Heinkel Flugzeugwerke. Als Iljuschin Il-22 wurde ein ähnliches Projekt ab 1946 in einem Exemplar verwirklicht, nachdem die Sowjets erbeutete Baupläne studiert hatten.

## Geschichte
Die Arbeiten an der Heinkel He 343 begannen Anfang 1944 als Projekt P.1068. Um die Entwicklungszeit gering zu halten, orientierte man sich stark an der schon erprobten Arado Ar 234. Man vergrößerte die Zelle jedoch, um eine Zwei-Mann-Besatzung sowie eine höhere Bombenlast aufnehmen zu können. Vorgesehen waren vier Strahltriebwerke, wobei die Schubkraft von 900 kp (Jumo 004) und 1300 kp (Heinkel HeS 011) variierte, je nach Ausführung bzw. Verfügbarkeit der Triebwerke. Die Bombenlast wurde von geforderten 2000 kg später auf 3000 kg erhöht. Die große Dienstgipfelhöhe von 15.000 m machte feindliche Jägerangriffe unwahrscheinlich. Vorgesehen waren die Versionen A-1 (Schnellbomber), A-2 (Aufklärer), A-3 (Zerstörer) und A-3/J (Schwerer Jäger).
In der frühen Planungsphase wurde die Deutsche Forschungsanstalt für Segelflug (DFS) von den überlasteten Ernst Heinkel Flugzeugwerken damit beauftragt, Vorentwürfe für einen vier- bis sechsstrahligen Bomber zu entwickeln. Unter dem Projektnamen Strabo 16 (Strahlbomber, 16 t Startmasse) nahm das Flugzeug schon bald die typischen Konturen mit der großen verglasten Bugkanzel an. Die DFS entwickelte für dieses Projekt eine geeignete Flügelform und schuf dazu ein Holzmodell. Später wurde der Entwurf jedoch abgeändert und alle Arbeiten an die Ernst Heinkel Flugzeugwerke zurückgegeben. Man gab nun einer vergrößerten Ausführung der Arado Ar 234 den Vorzug, welche Heinkel He 343 genannt wurde. Die Arbeiten an den Plänen zu dieser großen Maschine waren bei Kriegsende weitgehend abgeschlossen.
Das Projekt wurde 1944 mit dem einsetzenden Jägernotprogramm gestrichen.

## Baureihen
- He 343 A-1: Schnellbomber mit 3000 kg Bombenlast, zwei starre MG 151 als Abwehrbewaffnung
- He 343 A-2: Aufklärer
- He 343 A-3: Zerstörer mit einer Vielzahl an schweren Schusswaffen im Kaliber bis 5 cm
- He 343 A-3/J: Schwerer Jäger

## Technische Daten
| Kenngröße             | Daten |
| --------------------- | --- |
| Besatzung             | 2 |
| Länge                 | 16,50 m |
| Spannweite            | 18,00 m |
| Höhe                  | 4,80 m |
| Flügelfläche          | 42,25 m² |
| Flügelstreckung       | 7,7 |
| Leermasse             | 5.260 kg |
| Rüstmasse             | 9.915 kg |
| max. Startmasse       | 17.945 kg (18.475 kg mit HeS 11A)                                                                                      |
| Antrieb               | vier Jumo 004C A, je 1.015 kp                                                                                          |
| Höchstgeschwindigkeit | 825 km/h in Bodennähe (910 km/h mit HeS 11A) 835 km/h in 6.000 m Höhe (890 km/h mit HeS 11A) 770 km/h in 10.000 m Höhe |
| Marschgeschwindigkeit | 730 km/h in 11.100 m Höhe                                                                                              |
| Landegeschwindigkeit  | 168 km/h (173 km/h mit HeS 11A)                                                                                        |
| Steigzeit             | 8,9 min auf 6.000 m Höhe (6,0 min mit HeS 11A) 28,6 min auf 10.000 m Höhe (13,1 min mit HeS 11A)                       |
| Dienstgipfelhöhe      | 12.200 m (15.000 m mit HeS 11A)                                                                                        |
| Reichweite            | 1.620 km in 11.100 m Höhe (1.880 km in 13.500 m Höhe mit HeS 11A)                                                      |
| Startrollstrecke      | 1.425 m (1.150 m mit HeS 11A)                                                                                          |
| Bewaffnung            | zwei 20-mm-MG-151/20, je 200 Schuss                                                                                    |
| Bombenlast            | 2.000 kg |